# Marie, královna skotská
Marie, královna skotská (v anglickém originále Mary Queen of Scots) je historický a dramatický film z roku 2018. Režie se ujala Josie Rourke a scénáře Beau Willimon. Je založená na knize Johna Guye My Heart Is My Own: The Life of Mary Queen of Scots. Hlavní role hrají Saoirse Ronan, Margot Robbie, Jack Lowden, David Tennant, Joe Alwyn, Martin Compston, Brendan Coyle a Guy Pearce. Premiéra v Spojených státech proběhla 7. prosince 2018 a v České republice 7. února 2019.

## Obsazení
- Saoirse Ronan jako Marie Stuartovna
- Margot Robbie jako Alžběta I.
- Jack Lowden jako Jindřich Stuart, lord Darnley
- David Tennant jako John Knox
- Joe Alwyn jako Robert Dudley
- Martin Compston jako James Hepburn
- Brendan Coyle jako Matthew Stewart
- Guy Pearce jako William Cecil
- James McArdle jako Earl of Moray
- Maria-Victoria Dragus jako Mary Fleming
- Gemma Chan jako Elizabeth Hardwick
- Ismael Cruz Córdova jako David Rizzio
- Eileen O’Higgins jako Mary Beaton
- Alex Beckett jako Walter Mildmay

## Produkce
Studio Focus Features má na starosti práva ve Spojených státech a Universal Pictures celosvětově. Kostýmy má ve filmu na starosti držitelka Oscara Alexandra Byrne a masky Jenny Shicore.